# グリンプス・オブ・アス
「グリンプス・オブ・アス」（Glimpse of Us）は、2022年6月10日に88risingとワーナー・レコードから、3作目のアルバム「Smithereens」のリード・シングルとしてリリースされた日本の歌手・Jojiの楽曲である。アレクシス・ケッセルマン、キャッスル、ライリー・マクドナウとプロデューサーのコナー・マクドナウによって書かれた。楽曲はオーストラリア、インドネシア、マレーシア、ニュージーランド、フィリピン、シンガポールで1位となり、Jojiの最も成功したシングルとなった。また、Billboard Global 200では2位を、カナダ、アイスランド、アイルランド、ノルウェー、米国、ポルトガル、ギリシャ、ベトナムではトップ10内の最高位を獲得した。
リリース後、「グリンプス・オブ・アス」はさまざまな記録を塗り替えた。Spotifyグローバルチャートでは、10日間連続1位を達成したアジア人アーティストによる初めての曲となった。
Billboard Hot 100では10位に初登場したことによって、1963年の坂本九の「Sukiyaki」以来、日本人アーティストによる2曲目のトップ10ヒットとなった。さらに、彼にとって5曲目のHot 100エントリーを果たし、アジア人ソロアーティストとして初のトップ10デビューを記録した。また、ニュージーランドとオーストラリアのシングルチャートでも1位を獲得し、Jojiの初のNo.1シングルとなった。
父親がオーストラリア人のハーフだったこともあり、この曲は2022ARIAミュージック・アワードでARIA最優秀楽曲賞にノミネートされた。

## 背景
2016年のアメリカ人歌手クリスティーナ・グリミーの殺人事件は、彼女と親しくこの曲の作者の一人だったライリー・マクドナウに深刻な衝撃を与えた。「グリンプス・オブ・アス」の構想は2019年6月14日に初めて練られたが、そこで彼は苦悩しており、「人生は不合理だった」と感じていた。その後、神に呼び掛け、「あなたの姿を垣間見ることができれば」と問い掛けたことを述べたボイスメモを作成した。コナー・マクドナウ、キャッスル、アレクシス・ケッセルマンとの作曲セッションで、彼は「グリンプス（垣間見ること）」というタイトルのボイスメモを見つけ、その日のうちに曲ができた。2年後、Jojiはそれを聴き、自分なりに修正して曲を完成させた。
当初、この曲はチャーリー・プース向けに送られたものの、ツアー中でじっくり試聴する時間がなく、2週間後にはJojiが最終バージョンをリリースしていた。

## 作曲と歌詞
コバルト音楽出版がMusicnotes.comで公開している楽譜を見ると、この曲は変イ長調で書かれており、テンポは毎分57拍となっている。この曲でのJojiのボーカルは、低音のB♭2から高音のA♭4に及んでいる。
この曲の歌詞は、自分にたっぷりの愛情を注いでくれる「完璧」な別の女性と交際しているにもかかわらず、Jojiが元恋人のことを恋しく思ってしまう葛藤を表現している。

## 批評
この楽曲は幅広く評価され、批評家からはその簡潔さ、歌詞、Jojiの感情的なボーカルを称賛された。コンプレックスのブレントン・ブランシェットは”いかしたピアノ・バラード”と評し、ニューヨーク・タイムズのジョン・カラマニカは”華麗かつ魅力的”と考察した。バンドワゴン・アジアのアンドレア・シーは「以前のエレクトロニック・サウンドとは対照的に、”余計なものをそぎ落とした”サウンドは、”Jojiのより成熟した音の領域を予感させる”楽曲である」との感触を得た。

## ミュージック・ビデオ
楽曲は、ダン・ストレイトが監督したミュージック・ビデオと同時に公開された。ビデオには、レーシングカーを含む”匿名の主人公”が犯したさまざまな破壊的な悪ふざけのシーンが含まれている。そのシーンはTikTokで人気に火がつき、YouTubeで6,500万回以上の再生回数を獲得した（2024年9月30日現在）。
ビデオはソニーのDCR-HC32 miniDVで撮影され、編集前の映像は15時間に及んだ。当初はアトランタだったが、その後テネシー州、アラバマ州、ロサンゼルス、ニューヨークでも撮影された。

## コマーシャル・パフォーマンス
「グリンプス・オブ・アス」は、オーストラリア、ニュージーランド、フィリピン、イギリスなど、さまざまな国のチャートに初登場した週で、Jojiの最高位シングルとなった。米・Billboard Hot 100では10位に初登場し、自身初のトップ10シングルとなった。2022年7月2日付のチャートでは、最高位8位を記録した。
また、この曲でJojiは1963年「Sukiyaki」の坂本九以来、オーストラリアのシングルチャートで1位を獲得した2人目の日本人歌手になった。

## チャート
| チャート (2022)                        | 最高位 |
| -------------------------------------- | ------ |
| オーストラリア (ARIA)                  | 1      |
| オーストリア (O3 Austria Top 40)       | 13     |
| ベルギー (Ultratop 50 Flanders)        | 42     |
| カナダ (Canadian Hot 100)              | 5      |
| クロアチア (Billboard)                 | 15     |
| チェコ (Singles Digitál Top 100)       | 17     |
| デンマーク (Tracklisten)               | 12     |
| フィンランド (Suomen virallinen lista) | 12     |
| フランス (SNEP)                        | 57     |
| ドイツ (Official German Charts)        | 31     |
| Global 200 (Billboard)                 | 2      |
| ギリシャ (IFPI)                        | 2      |
| 香港 (Billboard)                       | 15     |
| ハンガリー (Single Top 40)             | 30     |
| ハンガリー (Stream Top 40)             | 24     |
| アイスランド (Tónlistinn)              | 4      |
| インド・インターナショナル (IMI)       | 4      |
| インドネシア (Billboard)               | 1      |
| アイルランド (IRMA)                    | 2      |
| イタリア (FIMI)                        | 90     |
| リトアニア (AGATA)                     | 1      |
| マレーシア・インターナショナル (RIM)   | 1      |
| オランダ (Single Top 100)              | 13     |
| ニュージーランド (Recorded Music NZ)   | 1      |
| ノルウェー (VG-lista)                  | 5      |
| フィリピン (Billboard)                 | 1      |
| ポーランド (Polish Airplay Top 100)    | 71     |
| ポルトガル (AFP)                       | 4      |
| ルーマニア (Billboard)                 | 24     |
| シンガポール (RIAS)                    | 1      |
| スロバキア (Singles Digital Top 100)   | 11     |
| 南アフリカ (RISA)                      | 18     |
| スウェーデン (Sverigetopplistan)       | 13     |
| スイス (Schweizer Hitparade)           | 13     |
| UK Singles (OCC)                       | 12     |
| US Billboard Hot 100                   | 8      |
| US Adult Top 40 (Billboard)            | 13     |
| US Mainstream Top 40 (Billboard)       | 9      |
| ベトナム (Vietnam Hot 100)             | 2      |

| チャート (2022)                      | 順位 |
| ------------------------------------ | ---- |
| オーストラリア (ARIA)                | 26   |
| ベルギー (Ultratop 50 Flanders)      | 191  |
| カナダ (Canadian Hot 100)            | 39   |
| Global 200 (Billboard)               | 50   |
| リトアニア (AGATA)                   | 15   |
| ニュージーランド (Recorded Music NZ) | 28   |
| シンガポール (RIAS)                  | 2    |
| スイス (Schweizer Hitparade)         | 68   |
| US Billboard Hot 100                 | 52   |
| US Adult Top 40 (Billboard)          | 47   |
| US Mainstream Top 40 (Billboard)     | 37   |
| ベトナム (Vietnam Hot 100)           | 26   |

| チャート (2023)        | 順位 |
| ---------------------- | ---- |
| Global 200 (Billboard) | 192  |

## 認定
| 地 域                                           | 認 定      | 認定された売上/再生 |
| ----------------------------------------------- | ---------- | ------------------- |
| オーストラリア (ARIA)                           | 2×プラチナ | 140,000             |
| オーストリア (IFPIオーストリア)                 | ゴールド   | 15,000              |
| カナダ (Music Canada)                           | 2×プラチナ | 160,000             |
| デンマーク (IFPIデンマーク)                     | ゴールド   | 45,000              |
| フランス (SNEP)                                 | ゴールド   | 100,000             |
| イタリア (FIMI)                                 | プラチナ   | 100,000             |
| ニュージーランド (RMNZ)                         | プラチナ   | 30,000              |
| ポーランド (ZPAV)                               | プラチナ   | 50,000              |
| ポルトガル (AFP)                                | 3×プラチナ | 30,000              |
| スペイン (PROMUSICAE)                           | プラチナ   | 60,000              |
| スイス (IFPIスイス)                             | プラチナ   | 20,000              |
| イギリス (BPI)                                  | プラチナ   | 600,000             |
| アメリカ合衆国 (RIAA)                           | 2×プラチナ | 2,000,000           |
| *認定のみに基づく売上枚数とストリーミング再生数 |            |                     |